# Schänzlekopf
Schänzlekopf – szczyt w Alpach Algawskich, części Alp Bawarskich. Leży w Niemczech, w Bawarii, przy granicy z Austrią. Sąsiaduje z Schänzlespitze.